# Falkensteiner Michaeler Tourism Group

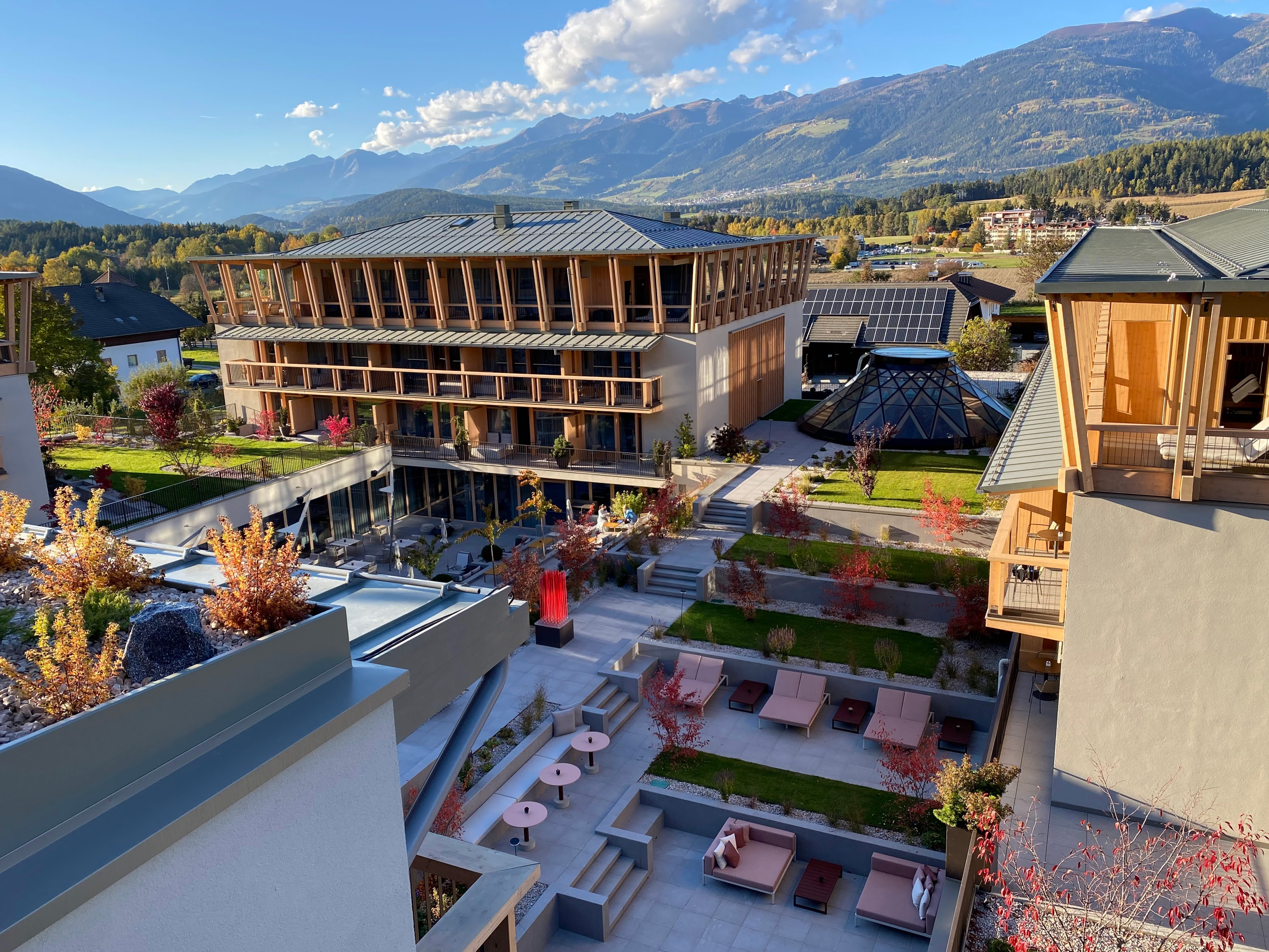
Das Hotel Falkensteiner Kronplatz

Die FMTG – Falkensteiner Michaeler Tourism Group ist eine Unternehmensgruppe, die sich mit allen Bereichen des Tourismus, von der Planung über die Entwicklung bis zum Management und dem Verkauf von touristischen Projekte und Anlagen, befasst. Unter der Marke Falkensteiner Hotels & Residences betreibt die Gruppe 26 Hotels, 3 Apartmentanlagen und einen Campingplatz (Österreich, Italien, Slowakei, Tschechien, Serbien, Kroatien und Montenegro). Die Hotels entsprechen dem 4-Sterne-, 4-Sterne-Superior- und 5-Sterne-Standard. Den Vorstand des Unternehmens stellen Otmar Michaeler (CEO) und Agron Berisa (COO). Erich Falkensteiner, einer der beiden Söhne des Gründerehepaares, hat heute die Funktion des Aufsichtsratsvorsitzenden inne.

## Geschichte
1957 eröffneten Maria und Josef Falkensteiner eine kleine Pension im Pustertal in Südtirol. In knapp 60 Jahren entstand daraus die Hotelgruppe mit über 2000 Mitarbeitern.

## Unternehmensbereiche
Die FMTG – Falkensteiner Michaeler Tourism Group AG besteht aus drei verschiedenen Geschäftsbereichen: Falkensteiner Hotels & Residences, FMTG Development und Michaeler & Partner.

### Falkensteiner Hotels und Residences
Dieser Bereich führt Hotelbetriebe im eigenen Namen für Dritte. Der Fokus liegt auf der gehobenen 4-Sterne und 5-Sterne-Kategorie.

### FMTG Development
Die FMTG Development sucht Standorte, entwickelt Projekte, kauft Liegenschaften, sucht Partner und Investoren und lotet Geschäftschancen aus. Die Aufgaben im Detail sind dabei die Standortbewertung und -auswahl, Projektabwicklung und Planungsoptimierung, sowie die Entwicklung der Nutzungskonzepte, aber auch Projektvermarktung und -finanzierung, Immobilienvertrieb.

### Michaeler & Partner
Das Consulting-Unternehmen bietet intern und extern Beratungsleistungen beim Bau oder Umbau, Renovierung sowie Konzeption und beim Betrieb einer touristischen Immobilie an. Dazu gehören strategische Betreuung für Investoren, Banken, touristische Destinationen etc. sowie Allround-Service bei der Entwicklung von touristischen Projekten.